# Alce
O alce ou grã-besta (nome científico: Alces alces) é o maior dos cervídeos, podendo atingir mais de 2 metros de altura ao nível das escápulas e pesar mais de 450 kg sendo que os idosos podem ultrapassar aos 500 kg  (no caso dos machos; as fêmeas são menores). Distingue-se dos restantes membros da família pelo tipo particular de galhadas: geralmente presentes apenas nos machos, têm secção cilíndrica e formato de taça e podem atingir 1,60 m de amplitude. O alce é um animal típico das regiões circumpolares. Na Europa, ocorre essencialmente na Finlândia, na Suécia e na Noruega. Ao contrário do que se possa pensar, as suas longas hastes servem para amenizar a temperatura corporal no verão. A longevidade do alce é, em média, de 20 anos.
Estes ruminantes têm pernas longas e pescoço curto (há uma aba de pele conhecida como sino.) o que os impede de pastar das ervas rasteiras. Alimentam-se de rebentos e folhas de árvores e de plantas aquáticas, pelo que se encontram essencialmente em florestas ou na sua proximidade. O seu comportamento é geralmente tímido, mas os machos podem tornar-se violentos durante a época de acasalamento e as fêmeas defendem as crias de qualquer aproximação humana. No entanto, o principal perigo que os alces representam para o ser humano é na estrada, onde podem provocar graves acidentes, sobretudo na primavera, quando aproveitam como compensação nutricional o sal lançado no pavimento de algumas estradas na América do Norte. Sua gestação dura cerca de 230 dias, e, em geral, a fêmea dá à luz um único filhote. Os alces conseguem correr até 56 km/h e são bons nadadores. São capazes de se comunicar por odores, postura corporal e vocalizações.

## Biologia e comportamento

### Dieta
O alce é um animal herbívoro, capaz de consumir muitos tipos de vegetais e frutas. Em média, um alce adulto pode consumir 9 770 kcal (40,9 kJ) por dia para manter seu peso corporal. Grande parte da energia consumida pelos alces é derivada de vegetações rasteiras, brotos de árvores como o salgueiro e a bétula. Estas plantas possuem um baixo teor de sódio, e os alces, geralmente, para suprir esta falta, consomem uma boa quantidade de plantas aquáticas. No inverno, os alces são muitas vezes atraídos para as rodovias para lamber o sal que é usado para derreter a neve e o gelo. Um alce comum pode pesar 360 kg e comer até 32 kg de alimento por dia.